# 倍美从
Belle maison，在中國大陆使用「倍美丛」作為品牌名稱，品牌所属株式会社千趣会，是經營女性服饰，精品邮购的日本公司。

## 历史
原本隸屬千趣会（倍美丛）公司旗下。于2006年正式对中国大陆地区进行销售。
belle maison在中國大陆、香港、泰国、都設有分店。

## 外部連結
- 官方网站